# Yi Un
Titres
3e Prétendant au trône impérial de Corée
24 avril 1926 – 1er mai 1970
(44 ans et 7 jours)
2e Roi Lee de Joseon (이왕 李王)
24 avril 1926 – 3 mai 1947
(21 ans et 9 jours)
Yi Un, né le 20 octobre 1897 à Séoul et mort le 1er mai 1970 dans la même ville, aurait été le troisième empereur coréen et vingt-huitième roi de Corée de la dynastie Joseon, du 24 avril 1926 jusqu'à sa mort, si le pays n'avait pas été annexé par le Japon en 1910.